# Rijnhaven (Wageningen)
De Rijnhaven in Wageningen is een voor Nederlandse begrippen belangrijke binnenvaarthaven aan de Nederrijn met een jaarlijkse overslag van circa 1,3 miljoen ton. De Rijnhaven bevindt zich in het zuidwesten van Wageningen en is op korte afstand gevestigd van het centrum en een woonwijk.
De binnenhaven van Wageningen heeft drie functies:
1. industriële functie (aanvoer van grondstoffen voor lokale bedrijven. De belangrijkste hiervan zijn:
  - Land- en tuinbouwcoöperatie Rijnvallei
  - Argos Oil
  - Bruil beton & mix
2. distributiefunctie
3. recreatiefunctie

Het bedrijventerrein (circa 13 ha) gelegen aan de binnenhaven draagt dezelfde naam. Naast gelegen bedrijventerreinen zijn Nudepark en Industrieweg voor niet-watergebonden bedrijven (circa 24 ha).
Ten zuidwesten van de binnenhaven ligt de jachthaven van Watersportvereniging VADA. Deze haven is geschikt voor eenvoudige vaartuigen tot maximaal 14 meter.
Tussen de binnenhaven en de jachthaven liggen het gebouw van de Wageningse Studentenroeivereniging Argo en het steunpunt De Taats van Rijkswaterstaat.

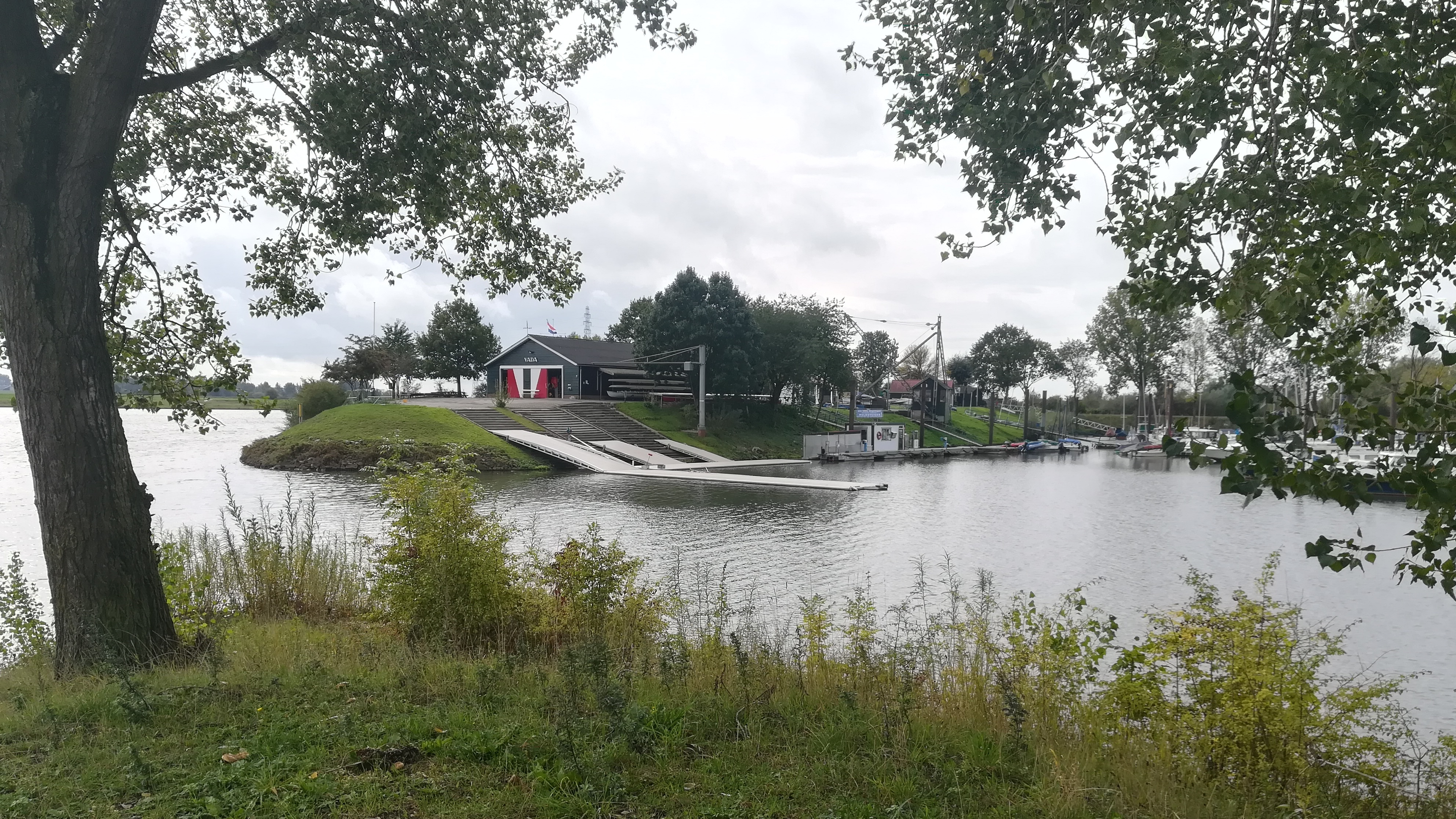
Watersportvereniging VADA